# Elanus
Az Elanus a madarak osztályának vágómadár-alakúak (Accipitriformes) rendjébe a vágómadárfélék (Accipitridae) családjába tartozó nem.

## Rendszerezésük
A nemet Marie Jules César Savigny francia zoológus írta le 1809-ben, az alábbi 4 faj tartozik ide:
- feketeszárnyú kuhi (Elanus caeruleus)
- ausztrál kuhi (Elanus axillaris)
- éjjeli kuhi (Elanus scriptus)
- amerikai kuhi (Elanus leucurus)